# Tolox
Tolox là một đô thị trong tỉnh Málaga, cộng đồng tự trị Andalusia Tây Ban Nha. Đô thị này có diện tích là 94 ki-lô-mét vuông, dân số năm 2009 là 2373 người với mật độ 25,24 người/km². Đô thị này có cự ly km so với tỉnh lỵ Málaga.